# Rules of Engagement (película)
Rules of Engagement (en España: Reglas de compromiso en Hispanoamérica: Reglas de Combate) es una película dirigida por William Friedkin y estrenada en el año 2000. Encuadrada en los géneros dramático, thriller y bélico está interpretada en sus papeles principales por Tommy Lee Jones, Samuel L. Jackson y Guy Pearce.

## Argumento

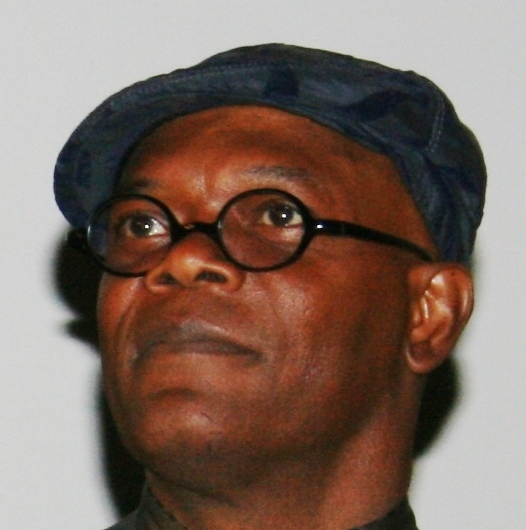
El actor Samuel L. Jackson

El coronel Terry Childers es un veterano marine, condecorado por sus acciones heroicas en Vietnam, Beirut y la guerra del Golfo. Un día recibe la misión de intervenir en lo que en teoría es un trabajo fácil: defender la embajada de los Estados Unidos en Yemen, ya que fuera hay un gran grupo de manifestantes. Él debe conducir allí a un escuadrón de marines para reforzar la seguridad de la embajada. Tiene las órdenes de evacuar al embajador y a toda su familia si la situación así lo requiere. 
Unas pocas horas después, Childers empieza su misión, pero tres de sus hombres resultan muertos, junto a más de ochenta yemenitas, hombres, mujeres y niños, muertos por los disparos de la Marina. Childers es el chivo expiatorio: debe enfrentarse ahora a un consejo de guerra por violar los protocolos y reglas de combate al matar a civiles que no iban armados. Niega los cargos sosteniendo que los que protestaban estaban armados y habían abierto fuego contra la Embajada. 
Pero el gobierno ha hecho caer al coronel por una fea crisis diplomática: los hombres que podían haber testificado a su favor han muerto, uno de los testigos miente y el Asesor de Seguridad Nacional del Presidente destruye pruebas que podrían ayudar a Childers. Pero él rechaza hundirse sin hacer nada y recurre a su amigo de toda la vida, Hays Hodges, para que lo defienda. Este acepta porque le salvó la vida, pero Hodges, atrapado entre el deber y la amistad, empieza a dudar del hombre que le salvó la vida en Vietnam treinta años antes.

## Reparto
- Tommy Lee Jones - Coronel Hayes Hodges
- Samuel L. Jackson - Coronel Terry Childers
- Guy Pearce - Major Biggs
- Ben Kingsley - Mourain
- Bruce Greenwood - Sokal
- Anne Archer - Señora Mourain
- Blair Underwood - Capitán Lee
- Philip Baker Hall - General H. Lawrence Hodges
- Dale Dye - General Perry
- Amidou - Doctor Ahmar
- Mark Feuerstein - Tom Chandler
- Richard McGonagle - Juez
- Baoan Coleman - Coronel Cao
- Nicky Katt - Hayes Hodges III
- Ryan Hurst - Corporal Hustings

## Recepción

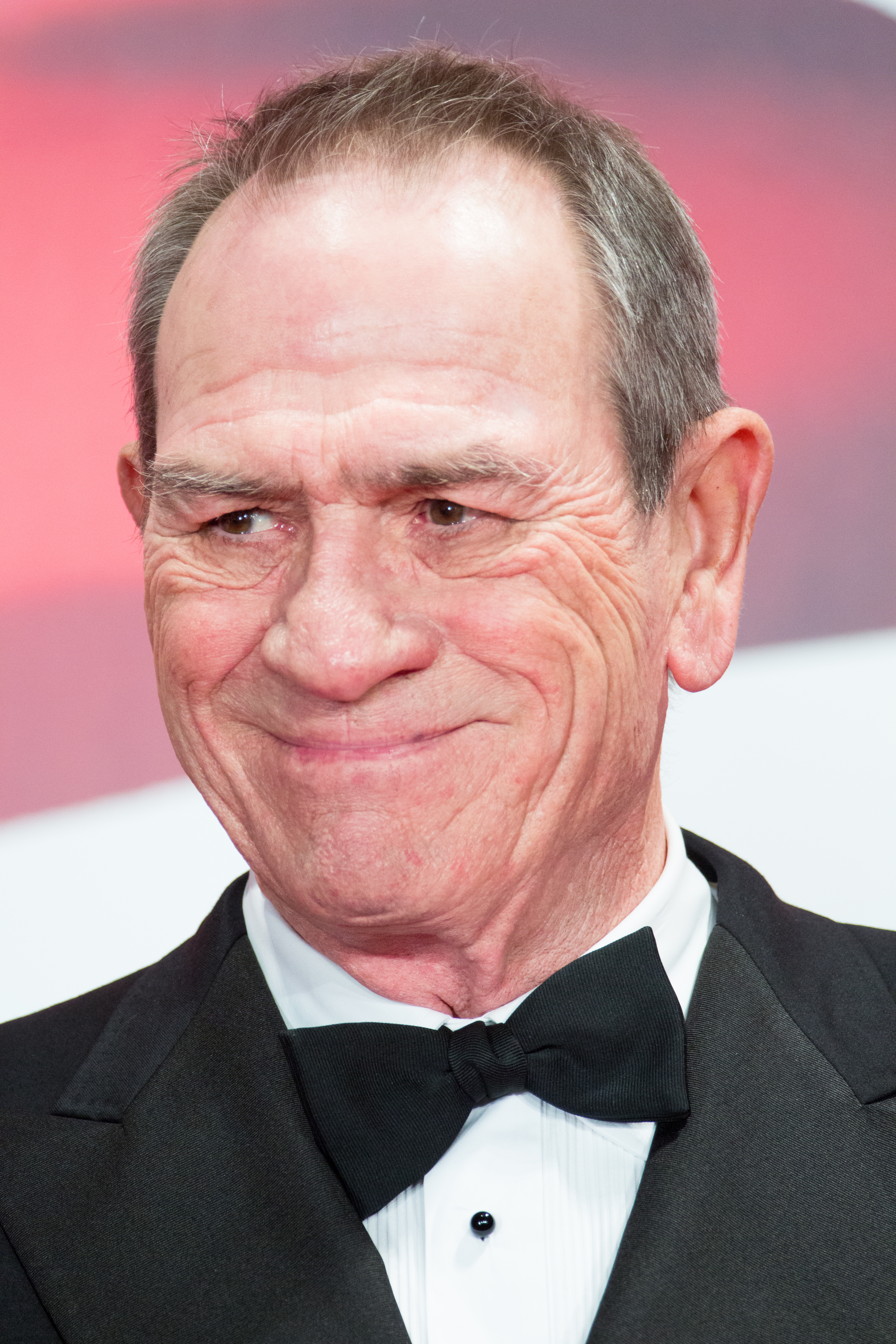
El actor Tommy Lee Jones

La película obtiene una valoración positiva en los portales de información cinematográfica. En IMDb, con 43.100 calificaciones, obtiene una puntuación de 6,4 sobre 10. En FilmAffinity, con 5.547 valoraciones, obtiene una puntuación de 5,7 sobre 10. En Rotten Tomatos obtiene una calificación de "fresco" para el 36% de los críticos, con 96 valoraciones, y del 55% de la audiencia con 49.501 valoraciones.

«Técnicamente hablando el drama de William Friedkin sobre el código militar está bien hecho. Las dos escenas de combate, una ambientada durante la guerra de Vietnam y la otra ambientada en el Yemen moderno, son buenas y realistas; y el reparto es uniformemente bueno. Pero el último punto es donde radica el gran problema de la película. Muchos de los actores están interpretando personajes que ya han interpretado en películas anteriores».
Michael Dequina (The Movie Report) 

## Premios y nominaciones
La película obtuvo diferentes premios y nominaciones.
BET Awards 2001
- Nominado: Mejor actor - Samuel L. Jackson

Image Awards 2001
- Ganador: Mejor actor de reparto - Blair Underwood

World Stunt Awards 2001
- Nominado: Mejor coordinador de especialistas o Director de 2ª unidad para secuencia de acción - Buddy Joe Hooker